# Polo Aquático do Sporting Clube de Portugal
O Sporting Clube de Portugal (polo aquático) é um clube português de polo aquático sediado em Lisboa. É uma das secções profissionais do clube eclético Sporting CP e representa uma das modalidades praticadas no clube.
A sua equipa profissional masculina foi criado em 1921 mas não sobreviveu, tendo sido extinguida em 1934. Em 2003, a modalidade voltou ao clube. Na seu palmarés possui 4 títulos e chegou a duas finais da Taça de Portugal.
Em 2017/18, o clube disputou o Campeonato Nacional, o Campeonato Regional e a Taça de Portugal. 
Paulo Melo, que conquistou o Campeonato Regional, é o treinador da equipa.

## História
O Sporting Clube de Portugal foi um dos pioneiros desta modalidade em Portugal e as primeiras notícias da sua prática no Clube datam de 1917, no entanto essa atividade só se tornou regular em 1921 quando foi criada a secção de Natação, devido à entrada de um grupo de atletas oriundos do Clube Naval de Lisboa, entre os quais se encontrava Joaquim Oliveira Duarte, praticante desta modalidade e futuro Presidente da Direção do Sporting Clube de Portugal. Nesta altura, o Polo Aquático estava integrado na secção de Natação, e eram os mesmos atletas a praticar as duas modalidades.
Até ao final dessa década o Sporting foi um dos grandes dominadores do Polo Aquático em Portugal, conquistando 5 Campeonatos de Lisboa e 4 Campeonatos Nacionais, mas a partir de 1930 a modalidade entrou em declínio no Clube, em parte devido à falta de uma piscina e acabou por ser extinta, depois de em 1934 o Sporting apenas se ter apresentado nas categorias inferiores. Note-se no entanto que os nadadores leoninos por vezes constituíam equipas de Polo Aquático para jogos amigáveis.
Em 1953 o Polo Aquático voltou ao Sporting, mas a atividade teve curta duração.
Em 2003 o Polo Aquático regressou novamente ao Sporting, com um novo projeto para a modalidade estruturado, a assentar na formação através dos jovens alunos das suas escolas de Natação.
O primeiro grande sucesso acontece na temporada 2011/12 quando, pela primeira vez, uma equipa dos escalões de formação leoninos se sagrou Campeã Nacional e apenas com vitórias.
A época 2013/14 foi relevante para a modalidade no Sporting Clube de Portugal pois a equipa leonina ficou em 3º lugar no Campeonato Nacional e atingiu pela primeira vez a final da Taça de Portugal.
Na temporada 2016/17 a equipa sénior masculina volta a atingir a final da Taça de Portugal, sentindo-se que a evolução da modalidade em Alvalade é uma realidade.

## Palmarés
| Nacionais | Nacionais                          | Nacionais | Nacionais                                                      |
|           | Competição                         | Títulos   | Temporadas                                                     |
| --------- | ---------------------------------- | --------- | -------------------------------------------------------------- |
|           | Campeonato Nacional                | 4         | 1922 • 1926 • 1927 • 1929                                      |
|           | II Divisão                         | 1         | 2009-10                                                        |
| Regionais |                                    |           |                                                                |
|           | Competição                         | Títulos   | Temporadas                                                     |
|           | Campeonato Regional                | 8         | 1922 • 1926 • 1927 • 1928 • 1929 • 2014–15 • 2015–16 • 2016–17 |
|           | Campeonato Regional - 2ª Categoria | 6         | 1923 • 1924 • 1925 • 1926 • 1927 • 1928                        |

## Modalidades do Sporting Clube de Portugal
| Modalidades do Sporting Clube de Portugal | Modalidades do Sporting Clube de Portugal | Modalidades do Sporting Clube de Portugal | Modalidades do Sporting Clube de Portugal | Modalidades do Sporting Clube de Portugal | Modalidades do Sporting Clube de Portugal |
| Atualmente Praticadas                     | Atualmente Praticadas                     | Atualmente Praticadas                     | Atualmente Praticadas                     | Atualmente Praticadas                     | Atualmente Praticadas                     |
| ----------------------------------------- | ----------------------------------------- | ----------------------------------------- | ----------------------------------------- | ----------------------------------------- | ----------------------------------------- |
| Aikido                                    | Andebol                                   | Atletismo                                 | Automobilismo                             | Basquetebol                               | Bilhar                                    |
| Boxe                                      | Canoagem                                  | Capoeira                                  | Ciclismo                                  | Desporto Adaptado                         | Dressage                                  |
| Esports                                   | Futebol                                   | Futebol Feminino                          | Futebol de Praia                          | Futsal                                    | Ginástica                                 |
| Golfe                                     | Hóquei em Patins                          | Horseball                                 | Surf                                      | Judo                                      | Karaté                                    |
| Kickboxing                                | Krav maga                                 | Natação                                   | Padel                                     | Paintball                                 | Pesca Desportiva                          |
| Polo Aquático                             | Remo                                      | Rugby                                     | Taekwondo                                 | Ténis                                     | Ténis de Mesa                             |
| Tiro à Bala                               | Tiro com Arco                             | Triatlo                                   | Voleibol                                  | Xadrez                                    |                                           |